# Лауреаты Премии Правительства Российской Федерации в области науки и техники (1997)
Лауреаты Премии Правительства Российской Федерации в области науки и техники 1997 года — перечень награждённых государственной наградой Российской Федерации, присужденной в 1997 году за достижения в науке и технике.
Постановлением Правительства Российской Федерации от 10 июля 1995 года № 696 максимальный размер премий Правительства Российской Федерации в области науки и техники с 1995 года установлен в сумме 2250-кратного минимального размера оплаты труда каждая. Размер премии, выплачиваемой каждому лауреату, не мог превышать 150-кратный минимальный размер оплаты труда. Число награждаемых по каждой работе не должно было превышать 15 человек. Денежная часть премий распределялась между ними в равных долях.
Лауреаты определены Постановлением Правительства РФ от 6 апреля 1998 г. № 382 по предложению Совета по присуждению премий Правительства Российской Федерации в области науки и техники.

## Легенда
Приводятся данные по премированной работе; фамилии лауреатов, их должность и место работы; номер абзаца в Постановлении

## Лауреаты
| номер | Лауреаты | Премированная работа |
| ----- | --- | --- |
| 1.    | Балдину Михаилу Николаевичу, исполняющему обязанности заведующего лабораторией Конструкторско-технологического института геофизического и экологического приборостроения Сибирского отделения Российской академии наук, Грузнову Владимиру Матвеевичу, кандидату технических наук, директору, Ефименко Александру Павловичу, Зоткевичу Андрею Иннокентьевичу, ведущим инженерам, Коденеву Геннадию Георгиевичу, исполняющему обязанности старшего научного сотрудника, Науменко Ивану Ивановичу, Соколову Михаилу Алексеевичу, Чертакову Вадиму Николаевичу, заведующим секторами, Филоненко Вадиму Георгиевичу, заведующему отделом, Шишмареву Александру Тихоновичу, заведующему лабораторией, — работникам того же института; Аксенову Валерию Анатольевичу, кандидату физико-математических наук, начальнику отдела Научно-исследовательского института специальной техники; Надолинному Владимиру Акимовичу, кандидату физико-математических наук, заведующему лабораторией Института неорганической химии Сибирского отделения Российской академии наук; Орлову Георгию Ивановичу, главному инженеру Экспериментального научно-технологического и учебного центра Сибирского отделения Российской академии наук, Мовшеву Виктору Ивановичу (посмертно) | за работу «Скоростные портативные полевые газовые хроматографы «ЭХО»» |
| 2.    | Смирнову-Васильеву Константину Геннадьевичу, доктору технических наук, научному советнику генерального конструктора Научно-производственного объединения прикладной механики имени академика М. Ф. Решетнева, руководителю работы, Головенкину Евгению Николаевичу, Леканову Анатолию Васильевичу, кандидатам технических наук, начальникам комплексов, Гольдину Владимиру Львовичу, Двирному Валерию Васильевичу, кандидату технических наук, Рузанову Владиславу Петровичу, заместителям начальников комплексов, Игнашкину Николаю Ивановичу, заместителю начальника производства, Томчуку Альберту Владимировичу, заместителю начальника отделения, Шамаевой Наталье Ивановне, инженеру-технологу, — работникам того же объединения; Демоховскому Виктору Владимировичу, заместителю начальника управления Российского космического агентства; Кузнецову Эрнсту Георгиевичу, кандидату технических наук, главному конструктору научно-производственного комплекса «Элтран ЭНВО» федерального научно-производственного концерна (объединения) «Энергия»; Максимову Юрию Викторовичу, начальнику 2359 военного представительства Министерства обороны Российской Федерации; Манойло Виктору Ивановичу, начальнику отделения Центрального научно-исследовательского института машиностроения; Москалеву Владимиру Семеновичу, кандидату технических наук, начальнику сектора государственного предприятия "НПО «Техномаш»; Путникову Виктору Владимировичу, кандидату технических наук, ведущему научному сотруднику Всероссийского научно-исследовательского, проектно-конструкторского и технологического института малых электрических машин | за разработку и создание высокоресурсных прецизионных агрегатов автоматики основных систем космических аппаратов с длительным сроком активного существования |
| 3.    | Шумакову Валерию Ивановичу, академику, директору Научно-исследовательского института трансплантологии и искусственных органов, руководителю работы, Алферову Андрею Викторовичу, Матвееву Юрию Георгиевичу, кандидату медицинских наук, Казакову Эдуарду Николаевичу, Козлову Игорю Александровичу, Семеновскому Моисею Львовичу, Честухину Василию Васильевичу, докторам медицинских наук, заведующим отделениями, Кормеру Аркадию Янкелевичу, кандидату медицинских наук, старшему научному сотруднику, Хубутия Могели Шалвовичу, доктору медицинских наук, заместителю директора, — работникам того же института; Демихову Владимиру Петровичу, доктору биологических наук, бывшему заведующему лабораторией Научно-исследовательского института скорой помощи имени Н. В. Склифосовского | за разработку и внедрение в клиническую практику пересадки сердца |
| 4.    | Козлову Сергею Николаевичу, кандидату технических наук, директору Центрального научно-исследовательского института пленочных материалов и искусственной кожи, Вершинину Леониду Витальевичу, кандидату технических наук, заведующему лабораторией, Деминой Галине Сергеевне, Репиной Наталье Сергеевне, кандидату технических наук, Романенко Надежде Федоровне, старшим научным сотрудникам, Кузиной Лидии Владимировне, бывшей заведующей лабораторией, Сорокиной Татьяне Борисовне, кандидату технических наук, заведующей сектором, — работникам того же института; Заплатину Александру Алексеевичу, кандидату химических наук, Корзюк Эмилии Леонидовне, старшим научным сотрудникам акционерного общества «Полимерсинтез», Самигуллину Фа ату Кафизовичу, кандидату химических наук, заведующему лабораторией того же акционерного общества; Мелентьеву Александру Михайловичу, главному инженеру Котовского завода пластмасс; Мизеровскому Льву Николаевичу, доктору химических наук, заведующему кафедрой Института химии неводных растворов Российской академии наук; Рассину Анатолию Ефимовичу, генеральному директору акционерного общества «Московский завод искусственных кож»; Симоновой Маргарите Ильиничне, кандидату технических наук, заведующей лабораторией государственного предприятия «Научно-исследовательский институт синтетического волокна»; Яковлеву Константину Петровичу, кандидату технических наук, директору Центрального научно-исследовательского института кожевенно-обувной промышленности | за создание технологии производства синтетической кожи нового поколения на базе отечественных химических материалов |
| 5.    | Ватолину Николаю Анатольевичу, академику, директору Института металлургии Уральского отделения Российской академии наук, Жучкову Владимиру Ивановичу, доктору технических наук, заведующему лабораторией, Мальцеву Юрию Борисовичу, кандидату технических наук, старшему научному сотруднику, — работникам того же института; Зайко Виктору Петровичу, кандидату технических наук, начальнику лаборатории акционерного общества «Челябинский электрометаллургический комбинат», Карноухову Владимиру Николаевичу, исполнительному директору, Чернобровину Виктору Павловичу, генеральному директору, — работникам того же акционерного общества; Дашевскому Вениамину Яковлевичу, доктору технических наук, главному научному сотруднику Института металлургии имени А. А. Байкова Российской академии наук, Кашину Виталию Ивановичу, доктору технических наук, заведующему лабораторией того же института; Банных Алексею Геннадьевичу, старшему мастеру акционерного общества «Ключевский завод ферросплавов», Галкину Михаилу Владимировичу, генеральному директору того же акционерного общества; Быстровой Ирине Сергеевне, кандидату технических наук, старшему научному сотруднику акционерного общества «Научно-исследовательский институт металлургии», Дубровину Анатолию Сергеевичу, кандидату технических наук, заведующему лабораторией того же акционерного общества | за комплекс научных исследований, технологических разработок и освоение новых прогрессивных процессов производства ферросплавов |
| 6.    | Манданюку Александру Григорьевичу, кандидату биологических наук, руководителю лаборатории Государственного научного центра вирусологии и биотехнологии «Вектор», Нетесову Сергею Викторовичу, доктору биологических наук, заместителю генерального директора, Покровскому Андрею Георгиевичу, доктору медицинских наук, заведующему отделом, — работникам того же центра; Аммосову Алексею Дмитриевичу, кандидату химических наук, директору, Рукавишникову Михаилу Юрьевичу, заместителю директора Научно-исследовательского института средств медицинской диагностики акционерного общества «Вектор-Бест», Зайцеву Сергею Алексеевичу, кандидату химических наук, генеральному директору акционерного общества «Вектор-Бест», Куляндину Сергею Александровичу, старшему микробиологу, Ястребовой Ольге Николаевне, начальнику отделения, — работникам того же акционерного общества; Бактимирову Тагиру Абдуллаевичу, доктору медицинских наук, заместителю директора Государственного научно-исследовательского института стандартизации и контроля медицинских биологических препаратов имени Л. А. Тарасевича, Карпович Лидии Григорьевне, доктору медицинских наук, руководителю лаборатории того же института; Гольцову Виктору Александровичу, кандидату биологических наук, заведующему лабораторией Научно-исследовательского института вирусных препаратов, Звереву Виталию Васильевичу, доктору биологических наук, директору, Сухановой Лидии Львовне, научному сотруднику, — работникам того же института; Зайцеву Игорю Заквановичу, кандидату биологических наук, директору Московского предприятия по производству бактерийных препаратов | за разработку и организацию производства новых высокоэффективных средств диагностики ВИЧ-инфекции и гепатитов A, B, C |
| 7.    | Переводчикову Владимиру Иннокентьевичу, доктору технических наук, директору научно-инженерного центра силовой электроники государственного научного центра Российской Федерации «Всероссийский электротехнический институт имени В. И. Ленина», руководителю работы, Кузнецову Льву Борисовичу, инженеру-технологу, Мартынову Владимиру Филипповичу, главному конструктору, Стученкову Валерию Михайловичу, ведущему инженеру, Шапенко Валентине Николаевне, Щербакову Александру Владимировичу, кандидатам технических наук, начальникам секторов, Шапиро Александру Львовичу, кандидату технических наук, начальнику отдела, — работникам того же научно-инженерного центра; Александровой Людмиле Павловне, старшему научному сотруднику высоковольтного научно-исследовательского центра государственного научного центра Российской Федерации «Всероссийский электротехнический институт имени В. И. Ленина», Матвееву Николаю Викторовичу, кандидату технических наук, начальнику отдела того же научно-исследовательского центра; Крылову Михаилу Павловичу, начальнику электроцеха ТЭЦ-22 акционерного общества «Мосэнерго», Политову Вячеславу Павловичу, мастеру электроцеха, Чернышеву Евгению Васильевичу, главному инженеру, — работникам той же ТЭЦ; Сафонову Николаю Владимировичу, главному инженеру акционерного общества «Энергетика и экология», Убиенных Борису Иннокентьевичу, кандидату технических наук, начальнику испытательного центра того же акционерного общества | за создание систем знакопеременного и стабилизированного питания для повышения эффективности пылеулавливающих электрофильтров |
| 8.    | Беспалову Виктору Ивановичу, доктору физико-математических наук, заведующему отделом Института прикладной физики Российской академии наук, Бредихину Владимиру Иосифовичу, кандидату физико-математических наук, заведующему лабораторией, Ершову Владимиру Петровичу, Кацману Владимиру Иосифовичу, Потемкину Анатолию Константиновичу, старшим научным сотрудникам, Зильбербергу Виктору Вениаминовичу, кандидату физико-математических наук, заместителю заведующего лабораторией, Королихину Всеволоду Васильевичу, ведущему технологу, Кузнецову Станиславу Петровичу, научному сотруднику, Хрулеву Вадиму Павловичу, ведущему конструктору, — работникам того же института; Вороничу Ивану Николаевичу, Рукавишникову Николаю Николаевичу, кандидатам физико-математических наук, старшим научным сотрудникам Всероссийского научно-исследовательского института экспериментальной физики, Сухареву Станиславу Александровичу, доктору физико-математических наук, начальнику отдела того же института; Чернову Александру Александровичу, члену-корреспонденту Российской академии наук, главному научному сотруднику Института кристаллографии Российской академии наук; Роглену Карелу, кандидату физико-математических наук, заведующему отделом Института физики Академии наук Чешской Республики | за разработку технологии изготовления крупногабаритных моносекториальных оптических элементов из кристаллов КДР и ДКДР для мощных лазерных систем (скоростное выращивание кристаллов, оптико-механическая обработка, исследование, внедрение)                                                                               |
| 9.    | Безбородову Алексею Михайловичу, доктору биологических наук, заведующему лабораторией Института биохимии имени А. Н. Баха Российской академии наук, Жукову Виталию Георгиевичу, Загустиной Наталии Алексеевне, кандидатам биологических наук, старшим научным сотрудникам, Курловичу Александру Евгеньевичу, младшему научному сотруднику, Попову Владимиру Олеговичу, доктору химических наук, заведующему лабораторией, Рогожину Игорю Сергеевичу, кандидату химических наук, Улезло Ирине Васильевне, доктору биологических наук, ведущим научным сотрудникам, — работникам того же института; Копылову Владимиру Николаевичу, руководителю отдела акционерного общества «МЕТТЭМ-Технологии», Орлову Александру Евгеньевичу, кандидату технических наук, генеральному директору, Растегаеву Алексею Григорьевичу, ведущему конструктору, — работникам того же акционерного общества; Галецкому Анатолию Вячеславовичу, главному энергетику акционерного общества "Московская обувная фабрика «Парижская коммуна»; Пискунову Михаилу Васильевичу, генеральному директору общества с ограниченной ответственностью «Инновационные технологии»; Ушаковой Нине Александровне, кандидату биологических наук, старшему научному сотруднику Института проблем экологии и эволюции имени А. Н. Северцова Российской академии наук | за создание технологии биологической очистки воздуха от техногенных выбросов летучих органических соединений |
| 10.   | Инге-Вечтомову Сергею Георгиевичу, члену-корреспонденту Российской академии наук, заведующему кафедрой Санкт-Петербургского государственного университета, Смирнову Виктору Георгиевичу, доктору биологических наук, заведующему лабораторией Биологического научно-исследовательского института, — работнику того же университета, Кайданову Леониду Зиновьевичу, доктору биологических наук (посмертно) | за серию учебников по генетике для студентов биологических специальностей высших учебных заведений «Генетика с основами селекции» (1989 г.), «Цитогенетика» (1991 г.) и «Генетика популяций» (1996 г.) |
| 11.   | Пономаренко Юрию Викторовичу, кандидату технических наук, директору Всероссийского научно-исследовательского института по осушению месторождений полезных ископаемых, защите инженерных сооружений от обводнения, специальным горным работам, геомеханике, геофизике, гидротехнике, геологии и маркшейдерскому делу, руководителю работы, Аннилову Владимиру Ефимовичу, кандидату геолого-минералогических наук, старшему научному сотруднику, Волкову Юрию Ивановичу, кандидату технических наук, заведующему лабораторией, Кузькину Валерию Сергеевичу, кандидату технических наук, заведующему отделом, Малацковскому Феодосию Семеновичу, заведующему сектором, Чуйко Василию Митрофановичу, кандидату технических наук, бывшему ведущему научному сотруднику, — работникам того же института; Куранову Николаю Петровичу, доктору технических наук, заведующему лабораторией государственного научного центра Российской Федерации «[[Ордена Трудового Красного Знамени Комплексный научно-исследовательский и конструкторско-технологический институт водоснабжения, канализации, гидротехнических сооружений и инженерной гидрогеологии]]»; Татьяничеву Николаю Антоновичу, бывшему слесарю акционерного общества «Опытно-экспериментальный завод ВИОГЕМ» | за разработку, испытание и промышленное внедрение универсальной технологии защиты от подтопления грунтовыми водами объектов горно-металлургических регионов с учётом современных экологических требований |
| 12.   | Малову Евгению Арсентьевичу, статс-секретарю — первому заместителю начальника Федерального горного и промышленного надзора России; Бронфину Исааку Борисовичу, кандидату технических наук, исполняющему обязанности президента акционерного общества «Омский нефтеперерабатывающий завод», Долгопятову Виктору Николаевичу, директору по промышленному, гражданскому строительству и техническому перевооружению объектов, Павленко Борису Андреевичу, инженеру-механику, — работникам того же акционерного общества; Бойченко Сергею Николаевичу, начальнику отдела научно-производственного центра «Динамика», Костюкову Владимиру Николаевичу, кандидату технических наук, директору, Мелингу Александру Яковлевичу, начальнику отдела, Тарасову Евгению Владимировичу, ведущему инженеру, — работникам того же центра; Канайкину Виктору Архиповичу, генеральному директору производственного объединения «Спецнефтегаз» | за работу «[[Стационарные системы непрерывного мониторинга безопасной эксплуатации машинного оборудования потенциально опасных производств химической, нефтехимической и нефтегазоперерабатывающей промышленности]]» |
| 13.   | Акиничевой Елене Григорьевне, научному сотруднику Магаданского отделения Тихоокеанского научно-исследовательского института рыбного хозяйства и океанографии, Афанасьеву Николаю Николаевичу, Рогатых Александру Юрьевичу, кандидатам биологических наук, заведующим секторами, Костареву Василию Леонидовичу, кандидату биологических наук, директору, Михайлову Валерию Ивановичу, кандидату биологических наук, старшему научному сотруднику, — работникам того же отделения института; Дягилеву Сергею Евгеньевичу, начальнику отдела департамента Министерства сельского хозяйства и продовольствия Российской Федерации, Измайлову Владимиру Абдурмановичу, заместителю начальника департамента того же Министерства; Карачуну Станиславу Михайловичу, начальнику Охотского бассейнового управления по охране, воспроизводству рыбных запасов и регулированию рыболовства, Пузикову Павлу Ивановичу, главному рыбоводу, Фомину Александру Владимировичу, кандидату биологических наук, ихтиологу лаборатории рыбоводства, Хованскому Игорю Евгеньевичу, кандидату биологических наук, заведующему лабораторией, — работникам того же управления; Семенову Константину Ивановичу, кандидату биологических наук, главному рыбоводу Тауйского лососевого рыбоводного завода; Хованской Ларисе Леонидовне, рыбоводу-ихтиопатологу Ольской экспериментальной производственно-акклиматизационной базы; Пынько Аскольду Григорьевичу (посмертно) | за разработку теоретических основ управляемого лососеводства и его практическую организацию на Охотоморском побережье Магаданской области |
| 14.   | Ахунову Турсуну Абдалимавичу, генеральному директору акционерного общества «Ярославский электромашиностроительный завод», Богородскому Алексею Васильевичу, начальнику отдела, Ершову Виктору Павловичу, начальнику цеха, Макарову Льву Николаевичу, кандидату технических наук, начальнику научно-инженерного центра, Новикову Виктору Аркадьевичу, заместителю генерального- директора, — работникам того же акционерного общества | за разработку, создание и освоение серийного производства новой серии РА (КА) асинхронных машин высотой оси вращения от 71 до 315 мм |
| 15.   | Афремову Александру Шаевичу, доктору технических наук, начальнику сектора государственного научного центра Российской Федерации «Центральный научно-исследовательский институт имени академика А. Н. Крылова», Пономареву Андрею Васильевичу, доктору технических наук, начальнику отделения, Синицыну Борису Алексеевичу, ведущему инженеру, Титову Виктору Георгиевичу, кандидату технических наук, старшему научному сотруднику, — работникам того же центра; Арсеньеву Юрию Владимировичу, главному конструктору Центрального морского конструкторского бюро «Алмаз», Бомштейну Иосифу Шамаичу, ведущему инженеру-конструктору, Ермолаеву Сергею Гордеевичу, бывшему начальнику отдела, — работникам того же конструкторского бюро; Банникову Юрию Михайловичу, ведущему инженеру Государственного научно-исследовательского центра Центрального аэрогидродинамического института имени профессора Н. Е. Жуковского, Лукашевскому Виктору Азарьевичу, кандидату технических наук, ведущему научному сотруднику, Лукьянову Сергею Сергеевичу, начальнику группы, — работникам того же центра; Баганину Алексею Алексеевичу, научному сотруднику Московского государственного авиационного института (технического университета), Бочагову Виталию Ивановичу, старшему научному сотруднику, Сидорову Владимиру Петровичу, кандидату технических наук, профессору, — работникам того же института; Никитину Николаю Павловичу, специалисту отдела Управления кораблестроения Военно-Морского Флота; Салажову Владимиру Игнатьевичу, доктору технических наук, ведущему научному сотруднику I Центрального научно-исследовательского института Министерства обороны Российской Федерации | за создание и внедрение на быстроходных судах не имеющей аналогов в мире системы днищевых интерцепторов, обеспечивающей существенное снижение их сопротивления движению и умерение килевой и бортовой качки |
| 16.   | Калужскому Николаю Андреевичу, доктору технических наук, главному научному сотруднику акционерного общества «Всероссийский алюминиево-магниевый институт», руководителю работы, Вольфсону Григорию Ефимовичу, главному инженеру проекта, Деркачу Алексею Самуиловичу, кандидату технических наук, заведующему лабораторией, Ланкину Валерию Павловичу, генеральному директору, Матвееву Юрию Александровичу, начальнику проектного отдела, — работникам того же акционерного общества; Кальченко Владимиру Степановичу, первому заместителю генерального директора акционерного общества «Алюминий»; Сысоеву Анатолию Васильевичу, генеральному директору акционерного общества «Богословский алюминиевый завод»; Громову Борису Сергеевичу, генеральному директору акционерного общества «Братский алюминиевый завод», Крюковскому Василию Андреевичу, доктору технических наук, заместителю генерального директора того же акционерного общества; Кононову Михаилу Петровичу, техническому директору акционерного общества «Волгоградский алюминий»; Мурашкину Анатолию Ивановичу, исполнительному директору акционерного общества «Красноярский алюминиевый завод», Петухову Михаилу Павловичу, начальнику службы технического развития, Савинову Владимиру Ивановичу, кандидату технических наук, техническому директору, — работникам того же акционерного общества; Гейнце Виктору Вильгельмовичу, техническому директору акционерного общества «Саянский алюминиевый завод», Зальцману Адольфу Адольфовичу, начальнику отдела того же акционерного общества | за цикл работ по созданию, освоению и широкому применению в производстве алюминия новых поколений мощных электролизеров с обожженными анодами |
| 17.   | Мельникову Николаю Николаевичу, академику, директору Горного института Кольского научного центра Российской академии наук, руководителю работы, Алишкину Альберту Рифгатовичу, научному сотруднику, Едигареву Сергею Александровичу, кандидату технических наук, старшему научному сотруднику, Подозерскому Дмитрию Сергеевичу, доктору технических наук, заведующему сектором, — работникам того же института; Васину Виктору Васильевичу, генеральному директору акционерного общества «Оленегорский горнообогатительный комбинат», Вяткину Николаю Леонтьевичу, кандидату технических наук, техническому директору того же акционерного общества; Захарову Виктору Ивановичу, доктору технических наук, заведующему лабораторией Института химии и технологии редких элементов и минерального сырья Кольского научного центра Российской академии наук, Калинникову Владимиру Трофимовичу, члену-корреспонденту Российской академии наук, директору, Матвееву Виктору Алексеевичу, кандидату технических наук, старшему научному сотруднику, — работникам того же института; Васильчуку Марату Петровичу, бывшему председателю Федерального горного и промышленного надзора России; Викторову Сергею Дмитриевичу, доктору технических наук, заведующему лабораторией Института проблем комплексного освоения недр Российской академии наук; Гринбергу Игорю Николаевичу, кандидату технических наук, начальнику Мурманского округа Федерального горного и промышленного надзора России; Шведову Константину Константиновичу, доктору физико-математических наук, заведующему лабораторией Института химической физики в п. Черноголовка Российской академии наук | за разработку и внедрение технологии ведения горных работ с использованием взрывчатых веществ на основе продуктов комплексной переработки минерального сырья |
| 18.   | Ефанову Игорю Васильевичу, кандидату технических наук, первому заместителю директора Научно-исследовательского института «Кулон», Кутлунину Владимиру Павловичу, ведущему инженеру-программисту, Соколову Геннадию Васильевичу, начальнику отдела, — работникам того же института; Абрамичеву Михаилу Георгиевичу, генеральному директору акционерного общества «Смоленский авиационный завод»; Березанскому Владимиру Михайловичу, начальнику отделения акционерного общества «Московский научно-исследовательский телевизионный институт»; Ермакову Анри Анатольевичу, заместителю главного конструктора акционерного общества «Самарское конструкторское бюро машиностроения»; Спиридонову Владимиру Ивановичу, генеральному директору — главному конструктору акционерного общества «Горизонт»; Шишкину Александру Алексеевичу, главному конструктору акционерного общества «Кыштымский радиозавод»; Дондукову Александру Николаевичу, доктору технических наук, генеральному конструктору акционерного общества «Опытно-конструкторское бюро имени А. С. Яковлева», Янкевичу Юрию Ивановичу, главному конструктору того же акционерного общества; Барковскому Валерию Юрьевичу, бывшему начальнику отдела Управления вооружения Военно-воздушных сил; Клишину Юрию Петровичу, заместителю главнокомандующего Военно-воздушными силами по вооружению — главному инженеру Военно-воздушных сил; Лебедеву Александру Александровичу, начальнику отдела Управления вооружения Военно-воздушных сил; Новоселову Анатолию Семеновичу (посмертно) | за разработку, испытание и постановку на серийное производство дивизионного комплекса «Строй — П» с малоразмерными дистанционно-пилотируемыми летательными аппаратами «Пчела — 1Т» в варианте наблюдения поля боя (с телевизионной аппаратурой)                                                                             |
| 19.   | Касаеву Казбеку Соломоновичу, доктору технических наук, директору центра государственного предприятия "НПО «Техномаш», руководителю работы, Бабкову Виктору Владимировичу, Баковой Наталии Викторовне, Рекалову Виктору Яковлевичу, Хмыровой Алле Александровне, кандидатам технических наук, ведущим научным сотрудникам, Булавкину Вячеславу Васильевичу, кандидату технических наук, генеральному директору, Наумову Вадиму Николаевичу, кандидату технических наук, начальнику сектора, Привалову Владимиру Алексеевичу, ведущему инженеру-технологу, Смирнову Владимиру Григорьевичу, кандидату технических наук, начальнику отдела, — работникам того же предприятия; Злотникову Вадиму Анатольевичу, заместителю начальника управления Российского космического агентства; Гусеву Владимиру Федоровичу, главному специалисту конструкторского бюро «Салют» Государственного космического научно-производственного центра имени М. В. Хруничева, Иванову Вячеславу Николаевичу, кандидату технических наук, первому заместителю генерального конструктора, Рязанову Евгению Михайловичу, начальнику цеха, — работникам того же конструкторского бюро; Мишенину Геннадию Ивановичу, главному метрологу Научно-производственного объединения машиностроения; Дубенцу Владимиру Сергеевичу, кандидату технических наук, бывшему председателю научно-технического комитета Военно-космических сил | за разработку и промышленное внедрение совмещенной технологии прецизионной сборки и высокочувствительных испытаний ракетно-космической техники |
| 20.   | Глущенко Виктору Юрьевичу, члену-корреспонденту Российской академии наук, директору Института химии Дальневосточного отделения Российской академии наук, Гнеденкову Сергею Васильевичу, кандидату химических наук, старшему научному сотруднику, Гордиенко Павлу Сергеевичу, доктору технических наук, заместителю директора, Сергиенко Валентину Ивановичу, доктору химических наук, заведующему лабораторией, Хрисанфовой Ольге Алексеевне, кандидату химических наук, научному сотруднику, — работникам того же института; Звычайному Владимиру Петровичу, начальнику бюро государственного предприятия "Дальневосточный завод «Звезда», Нуждаеву Виктору Алексеевичу, кандидату технических наук, заместителю директора того же предприятия: Коркошу Станиславу Васильевичу, кандидату технических наук, старшему научному сотруднику Центрального научно-исследовательского института конструкционных материалов «Прометей», Малышеву Виктору Николаевичу, доктору технических наук, главному научному сотруднику того же института | за работу «[[Физико-химические основы, научно-техническое исследование и практическая реализация технологии микродугового оксидирования металлов и сплавов в судостроении и судоремонте]]» |
| 21.   | Брусникину Михаилу Петровичу, председателю правления акционерного общества «Межгорсвязьстрой»; Затяжных Анатолию Ивановичу, директору территориального центра междугородных связей и телевидения N 5 акционерного общества «Ростелеком», Королеву Николаю Михайловичу, директору Главного центра управления междугородными связями и телевидением, Крейнину Роману Борисовичу, Шеметовой Нине Петровне, кандидату экономических наук, заместителям генерального директора, — работникам того же акционерного общества; Зурману Анатолию Романовичу, главному инженеру Государственного института по изысканиям и проектированию сооружений связи; Кармолиной Марии Васильевне, руководителю службы электрической связи акционерного общества «Инвестиционная компания связи»; Пожиткову Николаю Федоровичу, заместителю председателя Государственного комитета Российской Федерации по связи и информатизации; Варакину Леониду Егоровичу, доктору технических наук, генеральному директору Центрального научно-исследовательского института связи | за работу «Российская система международных и междугородных цифровых линий связи» |
| 22.   | Морозу Виктору Юрьевичу, доктору медицинских наук, заместителю директора Института хирургии имени А. В. Вишневского, руководителю работы, Гришкевичу Виктору Максимовичу, доктору медицинских наук, главному научному сотруднику, Юденичу Андрею Александровичу, доктору медицинских наук, ведущему научному сотруднику, — работникам того же института; Малахову Сергею Федоровичу, доктору медицинских наук, начальнику кафедры Военно-медицинской академии, Кичемасову Сямиулу Ханяфьевичу, доктору медицинских наук, старшему преподавателю, Скворцову Юрию Радиевичу, кандидату медицинских наук, преподавателю, — работникам той же академии; Дмитриеву Григорию Ивановичу, доктору медицинских наук, ведущему научному сотруднику Нижегородского научно-исследовательского института травматологии и ортопедии | за разработку методов хирургического лечения последствий ожогов (цикл работ) |
| 23.   | Янкину Геннадию Дмитриевичу, кандидату технических наук, начальнику отдела Свердловского научно-исследовательского института химического машиностроения, руководителю работы, Баширову Авраму Гавриловичу, Вишневу Владимиру Георгиевичу, начальникам конструкторских групп, Желобецкому Виктору Алексеевичу, начальнику группы, Чечетиной Наталии Андреевне, старшему научному сотруднику, Шишкину Дмитрию Стефановичу, начальнику отдела, — работникам того же института; Копелновичу Давиду Хаймовичу, кандидату технических наук, начальнику отдела завода радиоактивных изотопов производственного объединения «Маяк», Сурину Анатолию Васильевичу, главному механику того же объединения; Ладыгину Сергею Александровичу, заместителю начальника лаборатории акционерного общества «Первоуральский новотрубный завод»; Николаеву Валентину Борисовичу, старшему научному сотруднику Научно-исследовательского и конструкторского института монтажной технологии | за разработку, освоение и внедрение на российских заводах нового коррозионно-стойкого сплава ЧС129 (38ХНМ) для оборудования радиохимических производств |
| 24.   | Бондаренко Виталию Михайловичу, Булгакову Сергею Николаевичу, вице-президентам Российской академии архитектуры и строительных наук, Замараеву Аркадию Васильевичу, кандидату технических наук, начальнику отдела той же академии; Александровскому Сергею Владимировичу, доктору технических наук, ведущему научному сотруднику Научно-исследовательского, проектно-конструкторского и технологического института бетона и железобетона, Залесову Александру Сергеевичу, Карпенко Николаю Ивановичу, докторам технических наук, заведующим лабораториями того же института; Гениеву Георгию Александровичу, члену-корреспонденту Российской академии архитектуры и строительных наук, заведующему сектором лаборатории Государственного центрального научно-исследовательского и проектно-экспериментального института комплексных проблем строительных конструкций и сооружений имени В. А. Кучеренко; Зайцеву Юрию Владимировичу, доктору технических наук, ответственному секретарю Политического консультативного совета; Ивахнюку Вилену Алексеевичу, члену-корреспонденту Российской академии архитектуры и строительных наук, ректору Белгородской государственной технологической академии строительных материалов; Назаренко Виталию Григорьевичу, доктору технических наук, профессору Московского института коммунального хозяйства и строительства; Санжаровскому Рудольфу Сергеевичу, доктору технических наук, проректору Санкт-Петербургского государственного архитектурно-строительного университета; Серых Роману Леонидовичу, доктору технических наук, начальнику отдела Министерства науки и технологий Российской Федерации; Щербакову Евгению Николаевичу, доктору технических наук, главному научному сотруднику акционерного общества «Научно-исследовательский институт транспортного строительства» | за комплекс работ по теории железобетона |
| 25.   | Мищенко Игорю Тихоновичу, доктору технических наук, заведующему кафедрой Государственной академии нефти и газа имени И. М. Губкина, руководителю работы, Бондаренко Валентину Васильевичу, Дроздову Александру Николаевичу, Мохову Михаилу Альбертовичу, кандидатам технических наук, доцентам, Игревскому Виталию Ивановичу, кандидату технических наук, заведующему лабораторией, Стрижову Ивану Николаевичу, кандидату технических наук, исполняющему обязанности проректора, — работникам той же академии; Кондратюку Алексею Терентьевичу, кандидату технических наук, генеральному директору акционерного общества «Кондпетролеум»; Монаенкову Александру Сергеевичу, генеральному директору акционерного общества «Лебедянский машиностроительный завод»; Палию Виктору Остаповичу, кандидату технических наук, генеральному директору акционерного общества «Нижневартовскнефтегаз» | за работу «Научно-технические решения по созданию высокоэффективного энергосберегающего оборудования для добычи нефти и технологии его применения; освоение производства этого оборудования и широкое промышленное использование его на нефтяных месторождениях со сложными геолого-промысловыми условиями»                 |
| 26.   | Ивашову Евгению Николаевичу, доктору технических наук, профессору Московского государственного института электроники и математики (технического университета), Степанчикову Сергею Валентиновичу, кандидату технических наук, доценту того же института; Василенко Николаю Васильевичу, кандидату технических наук, проректору Сибирской аэрокосмической академии; Ковалеву Льву Кузьмичу, доктору технических наук, главному научному сотруднику Института машиноведения имени А. А. Благонравова Российской академии наук; Логинову Льву Николаевичу, президенту акционерного общества «Красноярский завод комбайнов»; Суворинову Александру Владимировичу, кандидату технических наук, начальнику управления Министерства общего и профессионального образования Российской Федерации, Тихонову Александру Николаевичу, доктору технических наук, Министру общего и профессионального образования Российской Федерации | за учебник «Вакуумное оборудование тонкопленочной технологии производства изделий электронной техники» (1995—1996 гг.) |
| 27.   | Андрееву Вячеславу Георгиевичу, доктору медицинских наук, заведующему отделением Медицинского радиологического научного центра, Бердову Борису Александровичу, доктору медицинских наук, заместителю директора, Коноплянникову Анатолию Георгиевичу, доктору биологических наук, руководителю лаборатории, Мардынскому Юрию Станиславовичу, члену-корреспонденту Российской академии медицинских наук, заведующему отделом, Цыбу Анатолию Федоровичу, академику Российской академии медицинских наук, директору, — работникам того же центра; Барканову Альберту Ивановичу, Ткачеву Сергею Ивановичу, докторам медицинских наук, ведущим научным сотрудникам Онкологического научного центра имени Н. Н. Блохина, Вайнсону Адольфу Адольфовичу, доктору биологических наук, заведующему лабораторией того же центра; Бойко Анне Владимировне, доктору медицинских наук, Якубовской Раисе Ивановне, доктору биологических наук, руководителям отделений Московского научно-исследовательского онкологического института имени П. А. Герцена, Борисову Василию Ивановичу, доктору медицинских наук, заместителю директора, Демидовой Людмиле Владимировне, Черниченко Андрею Вадимовичу, кандидатам медицинских наук, старшим научным сотрудникам, Дарьяловой Софье Львовне, доктору медицинских наук, главному научному сотруднику, — работникам того же института; Пелевиной Ирине Ивановне, доктору биологических наук, заведующей лабораторией Института химической физики имени Н. Н. Семенова Российской академии наук | за работу «[[Радиомодификаторы как главный способ повышения эффективности лучевой терапии злокачественных опухолей (клинико-экспериментальные исследования)]]» |
| 28.   | Елютину Александру Вячеславовичу, члену-корреспонденту Российской академии наук, заместителю директора Государственного научно-исследовательского и проектного института редкометаллической промышленности, Иванову Евгению Николаевичу, кандидату технических наук, Клименко Маргарите Аркадьевне, кандидату химических наук, ведущим научным сотрудникам, Карманникову Владимиру Павловичу, кандидату технических наук, заведующему лабораторией, — работникам того же института; Альтшуллеру Вадиму Марковичу, кандидату технических наук, начальнику отдела государственного научно-производственного объединения «Оптика», Подобрянскому Анатолию Викторовичу, кандидату технических наук, первому заместителю генерального директора, Пушечникову Валентину Павловичу, начальнику отделения, — работникам того же объединения; Грабко Александру Ивановичу, заместителю начальника цеха акционерного общества «Чепецкий механический завод», Емельховскому Виктору Евгеньевичу, Соловьеву Владимиру Викторовичу, начальникам отделов, Лыткину Николаю Александровичу, начальнику цеха, Штуце Михаилу Георгиевичу, кандидату технических наук, начальнику лаборатории, — работникам того же акционерного общества; Косынкину Валерию Дмитриевичу, доктору технических наук, директору отделения Всероссийского научно-исследовательского института химической технологии; Левинских Константину Александровичу, начальнику отдела департамента Министерства экономики Российской Федерации | за исследования, разработку и организацию серийного производства отечественных редкоземельных полирующих материалов |
| 29.   | Пасечнику Николаю Васильевичу, кандидату технических наук, генеральному директору акционерной холдинговой компании «Всероссийский научно-исследовательский и проектно-конструкторский институт металлургического машиностроения имени академика Целикова», руководителю работы, Герцеву Анатолию Ивановичу, доктору технических наук, заведующему отделом, Гесслеру Юрию Владимировичу, Прошкину Анатолию Алексеевичу, кандидатам технических наук, ведущим научным сотрудникам, Дубсону Ноиду Симоновичу, Сиушеву Сулейману Хасановичу, ведущим научным сотрудникам, Маширову Валерию Васильевичу, главному конструктору отдела, Шувалову Владимиру Васильевичу, старшему научному сотруднику, — работникам той же акционерной холдинговой компании; Гвоздикову Юрию Егоровичу, заместителю главного инженера акционерного общества «Дмитровский опытный завод алюминиевой консервной ленты», Жижонкову Юрию Федоровичу, начальнику цеха, Пашинцеву Вячеславу Викторовичу, старшему механику, Трофимову Александру Витальевичу, старшему вальцовщику, — работникам того же акционерного общества; Секериной Виктории Леонидовне, ведущему конструктору акционерного общества «Старокраматорский машиностроительный завод» (Украина), Тенетко Владиславу Ивановичу, бывшему ведущему конструктору того же акционерного общества; Иванову Борису Никитовичу, главному конструктору проекта Украинского научно-исследовательского института металлургического машиностроения | за создание и освоение 6-валкового стана новой конструкции для прокатки тонких листов из алюминия и его сплавов, обеспечивающего получение листов повышенной точности и планшетности |
| 30.   | Буркову Юрию Васильевичу, кандидату технических наук, заведующему лабораторией акционерного общества «Кузниишахтострой», Жеребцову Владимиру Алексеевичу, Понасенко Леониду Павловичу, старшим научным сотрудникам, Комарову Геннадию Ивановичу, кандидату технических наук, ведущему научному сотруднику, Франкевичу Геннадию Степановичу, кандидату технических наук, генеральному директору, — работникам того же акционерного общества; Агафонову Александру Федоровичу, генеральному директору акционерного общества «Донской уголь»; Корецкому Борису Александровичу, Простову Сергею Михайловичу, Углянице Андрею Владимировичу, кандидатам технических наук, доцентам Кузбасского государственного технического университета, Хямяляйнену Вениамину Анатольевичу, доктору технических наук, заведующему кафедрой того же университета; Никишечеву Борису Григорьевичу, доктору технических наук, вице-президенту бывшего акционерного общества «Российская угольная компания»; Сыркину Петру Серафимовичу, доктору технических наук, генеральному директору акционерного общества «Ростовшахтострой», Удовиченко Вячеславу Михайловичу, кандидату технических наук, первому заместителю генерального директора того же акционерного общества; Шуплику Михаилу Николаевичу, доктору технических наук, профессору Московского государственного горного университета; Дуде Евгению Георгиевичу, кандидату технических наук (посмертно) | за разработку и широкомасштабное внедрение новых высокоэффективных управляемых технологий формирования цементационных завес вокруг выработок для обеспечения безаварийной эксплуатации угольных шахт в условиях обводненных и нарушенных горных пород                                                                       |
| 31.   | Гудкову Юрию Ивановичу, директору Государственного конструкторско-технологического института по механизации монтажных и специальных строительных работ, Здановскому Андрею Юрьевичу, Тяну Валериану Константиновичу, заведующим отделами того же института; Бойкову Виктору Алексеевичу, слесарю акционерного общества «Сокол», Кузьменко Николаю Павловичу, генеральному директору, Педченко Владимиру Викторовичу, начальнику отдела технического контроля, — работникам того же акционерного общества; Варакину Юрию Борисовичу, начальнику управления акционерного общества "Корпорация «Монтажспецстрой»; Вечореку Юрию Евгеньевичу, главному инженеру концерна «Строймеханизация», Майбороде Виктору Тимофеевичу, президенту того же концерна; Кузнецову Виталию Михайловичу, генеральному директору акционерного общества «Максимум-Кран»; Шишкову Николаю Андроновичу, главному специалисту Федерального горного и промышленного надзора России | за разработку и освоение серийного производства мобильных гидравлических кранов грузоподъемностью 25, 40, 63 и 100 тонн |
| 32.   | Ларионову Александру Федоровичу, генеральному директору акционерного общества «Композитнефть», Павлюкевичу Владиславу Георгиевичу, техническому директору, Флягину Олегу Владимировичу, ведущему инженеру, — работникам того же акционерного общества; Алекперову Вагиту Юсуфовичу, президенту акционерного общества "Нефтяная компания «ЛУКОЙЛ», Лесничему Виталию Федоровичу, вице-президенту — начальнику главного управления того же акционерного общества; Богомольному Евгению Исааковичу, генеральному директору акционерного общества «Удмуртнефть», Кудинову Валентину Ивановичу, доктору технических наук, председателю совета директоров того же акционерного общества; Кобякову Николаю Ивановичу, первому заместителю генерального директора акционерного общества «ЛУКОЙЛ — Пермнефть», Тульникову Анатолию Андреевичу, генеральному директору, Касаткину Владимиру Борисовичу, начальнику нефтегазодобывающего управления «Чернушканефть», Ушакову Вячеславу Владимировичу, главному инженеру того же управления, — работникам того же акционерного общества; Киму Марксмиру, первому вице-президенту акционерного общества "Нефтяная компания «Роснефть», Манушакяну Игорю Сергеевичу, главному технологу того же акционерного общества; Ковалеву Николаю Ивановичу, генеральному директору акционерного общества «Роснефть-Ставропольнефтегаз»; Огонькову Вячеславу Григорьевичу, кандидату технических наук, председателю совета директоров акционерного общества "Научно-производственная фирма «Росламинат» | за разработку конструкции бипластмассовых (комбинированных, стеклопластиковых) труб и соединительных деталей диаметром 50-150 мм на давление 4 МПа и оборудования технологической линии по их изготовлению с организацией серийного производства 180 км труб в год для промысловых трубопроводов нефтегазовых месторождений |
| 33.   | Хузину Иреку Саитовичу, генеральному директору уфимского государственного унитарного агрегатного предприятия «Гидравлика», Глинкину Игорю Михайловичу, бывшему заместителю главного конструктора, Плахуте Филиппу Алексеевичу, бывшему заместителю начальника бюро, — работникам того же предприятия; Брюханову Анатолию Михайловичу, кандидату технических наук, заведующему лабораторией Уфимского государственного авиационного технического университета, Итбаеву Валерию Каюмовичу, доктору технических наук, профессору того же университета; Кашелевскому Геннадию Исаковичу, ведущему конструктору акционерного общества «Институт технологии и организации производства»; Москвитину Геннадию Викторовичу, кандидату технических наук, заведующему лабораторией Института машиноведения имени А. А. Благонравова Российской академии наук; Скуратову Борису Ивановичу, ведущему конструктору Конструкторского бюро химавтоматики; Сизову Евгению Степановичу, кандидату технических наук, бывшему старшему научному сотруднику акционерного общества «Национальный институт авиационных технологий», Тябуту Геннадию Михайловичу, бывшему ведущему конструктору того же акционерного общества; Гусенкову Анатолию Петровичу, члену-корреспонденту Российской академии наук, Козлову Ивану Васильевичу (посмертно) | за создание ряда принципиально новых конструкций гибких металлических трубопроводов для авиакосмической техники, транспортных средств и других объектов |
| 34.   | Буренкову Эдуарду Константиновичу, кандидату геолого-минералогических наук, директору Института минералогии, геохимии и кристаллохимии редких элементов, Гинзбургу Льву Натановичу, Зангиевой Тамаре Давыдовне, кандидату медицинских наук, Шатагину Николаю Николаевичу, кандидату геолого-минералогических наук, ведущим научным сотрудникам, Когану Борису Семеновичу, кандидату геолого-минералогических наук, заведующему отделом, Менчинской Ольге Всеволодовне, инженеру, — работникам того же института; Аксеновой Ольге Ивановне, заместителю главного государственного врача по г. Москве Центра государственного санитарно-эпидемиологического надзора в г. Москве, Филатову Николаю Николаевичу, главному государственному санитарному врачу по г. Москве того же центра; Давыдову Анатолию Викторовичу, первому заместителю председателя Московского городского комитета охраны окружающей среды и природных ресурсов, Ишкову Александру Гавриловичу, доктору химических наук, председателю, Кузьмину Андрею Михайловичу, кандидату биологических наук, начальнику территориального отделения, — работникам того же комитета; Зотову Владимиру Борисовичу, доктору экономических наук, префекту Юго-Восточного административного округа г. Москвы | за работу «ЭКОСКАН — система эколого-геохимической оценки техногенного загрязнения окружающей среды и здоровья населения» |
| 35.   | Акопову Михаилу Георгиевичу, доктору технических наук, профессору Московского государственного авиационного института (технического университета), Евсееву Александру Сергеевичу, Ружицкой Ванде Васильевне, Скиданову Сергею Николаевичу, кандидатам технических наук, доцентам, Павлову Анатолию Семеновичу, доценту, Матвеенко Александру Макаровичу, доктору технических наук, ректору, Шустрову Юрию Михайловичу, кандидату технических наук, декану факультета, — работникам того же института; Петрову Юрию Михайловичу, кандидату технических наук, начальнику отделения Научно-исследовательского института стандартизации и унификации; Северину Гаю Ильичу, члену-корреспонденту Российской академии наук, генеральному директору акционерного общества "Научно-производственное предприятие «Звезда»; Бекасову Владимиру Ивановичу, кандидату технических наук (посмертно), Мещеряковой Тамаре Павловне (посмертно) | за учебник «Системы оборудования летательных аппаратов» (1995 г.) |
| 36.   | Запрееву Александру Александровичу, главному конструктору проекта акционерного общества «Спецмаш», Колубалину Альберту Кондратьевичу, ведущему конструктору, Миронову Владимиру Ивановичу, заместителю генерального директора, Мусатову Анатолию Михайловичу, начальнику цеха, — работникам того же акционерного общества; Антипину Петру Степановичу, генеральному директору акционерного общества "Завод «Трансмаш»; Гудкину Тимофею Семеновичу, кандидату физико-математических наук, директору акционерного общества "Машиностроительный завод «Агрегат», Рябко Владимиру Петровичу, начальнику производственного отдела, Чернову Виктору Павловичу, начальнику службы сервисного обслуживания, — работникам того же акционерного общества; Джавадяну Александру Андрониковичу, директору департамента акционерного общества "Нефтяная компания «Роснефть», Путилову Александру Евгеньевичу, президенту, Хачатурову Рафаэлю Минасовичу, кандидату технических наук, вице-президенту, — работникам того же акционерного общества; Мухорямову Валерию Ахметовичу, механику ремонтно-механического цеха акционерного общества «Юганскфракмастер», Яшневу Алексею Иосифовичу, генеральному директору того же акционерного общества; Некрасову Владимиру Ивановичу, генеральному директору территориально-производственного предприятия «Когалымнефтегаз»; Оглоблину Владимиру Александровичу, главному специалисту департамента Министерства экономики Российской Федерации | за создание, организацию производства и внедрение в эксплуатацию на нефтепромыслах мобильной подъемной установки с гидрообъемной лебедкой 60/80 тонн |
| 37.   | Мызенкову Феликсу Александровичу, кандидату технических наук, ведущему научному сотруднику государственного научного центра Российской Федерации «Государственный научно-исследовательский институт цветных металлов», руководителю работы, Бессеру Альберту Даниловичу, кандидату технических наук, заведующему лабораторией, Калнину Евгению Ивановичу, кандидату технических наук, ведущему научному сотруднику, Тарасову Андрею Владимировичу, доктору технических наук, генеральному директору, — работникам того же центра; Вичеву Виктору Вичевичу, генеральному директору акционерного общества «Рязанский завод по производству и обработке цветных металлов», Отдельнову Михаилу Геннадьевичу, председателю совета директоров, Пащенко Геннадию Георгиевичу, техническому директору, Савченко Олегу Васильевичу, заместителю начальника цеха, Ушакову Алексею Константиновичу, бывшему генеральному директору, Чулкову Владиславу Петровичу, начальнику отдела, — работникам того же акционерного общества; Евтееву Георгию Михайловичу, главному специалисту департамента Министерства экономики Российской Федерации; Кошелеву Вячеславу Алексеевичу, техническому директору народного предприятия «Специальное конструкторское бюро цветных металлов», Реброву Александру Ивановичу, главному конструктору объекта, Степанову Борису Ефимовичу, генеральному директору, Чинкину Владимиру Борисовичу, главному инженеру комплексных проектов, — работникам того же народного предприятия | за разработку и создание в России современной металлургической технологии производства сурьмы с извлечением золота из отечественных золото-сурьмяных концентратов |
| 38.   | Курносову Николаю Михайловичу, кандидату технических наук, директору государственного научного центра Российской Федерации «Государственный научно-исследовательский институт теплоэнергетического приборостроения», Певзнеру Виталию Вульфовичу, кандидату технических наук, главному конструктору по автоматизированным системам управления технологическими процессами, Уланову Александру Георгиевичу, кандидату технических наук, заведующему отделом, Яхину Евгению Абрамовичу, главному программисту, — работникам того же центра; Бурлакову Николаю Петровичу, главному инженеру ТЭЦ-27 акционерного общества «Мосэнерго», Дюмаевой Татьяне Леонидовне, инженеру-программисту, Смородову Николаю Васильевичу, начальнику отдела, — работникам той же ТЭЦ-27; Паукову Георгию Васильевичу, начальнику отдела Московского проектного института по проектированию энергетических объектов; Горюнову Игорю Тимофеевичу, главному инженеру — первому заместителю генерального директора акционерного общества «Мосэнерго», Корзинину Александру Гавриловичу, заместителю начальника службы тепловой автоматики того же акционерного общества; Давыдову Науму Ильичу, доктору технических наук, заведующему лабораторией акционерного общества «Всероссийский дважды ордена Трудового Красного Знамени теплотехнический научно-исследовательский институт», Ольховскому Гургену Гургеновичу, доктору технических наук, генеральному директору того же акционерного общества; Назарову Александру Анатольевичу, начальнику участка акционерного общества «Электроцентроналадка», Савченко Евгению Гавриловичу, генеральному директору того же акционерного общества; Ильенко Глебу Андреевичу, кандидату экономических наук, генеральному директору акционерного общества "Чебоксарский приборостроительный завод «Элара»     | за разработку, освоение производства и внедрение в эксплуатацию нового поколения интегрированных средств автоматизации технологических процессов |